# Пентапалладийтрисвинец
Пентапалладийтрисвинец — бинарное неорганическое соединение палладия и свинца с формулой Pb3Pd5,
кристаллы.

## Получение
- Сплавление стехиометрических количеств чистых веществ:

{\displaystyle {\mathsf {5Pd+3Pb\ {\xrightarrow {835^{o}C}}\ Pb_{3}Pd_{5}}}}

## Физические свойства
Пентапалладийтрисвинец образует кристаллы нескольких модификаций:
- моноклинная сингония, пространственная группа C 2, параметры ячейки a = 1,333 нм, b = 0,766 нм, c = 0,725 нм, β = 52,22°, Z = 4, существует при температуре ниже 430°С, структура типа тригерманийпентаникеля Ni5Ge3;
- гексагональная сингония, пространственная группа P 63/mmm, параметры ячейки a = 0,446 нм, c = 0,572 нм, существует в интервале температур 423÷518°С, структура типа арсенида никеля NiAs;
- неизученная фаза, существует в интервале температур 485÷835°С[1][2][3][4][5].

Соединение образуется по перитектической реакции при температуре 835 °C и имеет широкую область гомогенности.